# Neurolyga terricola
Neurolyga terricola är en tvåvingeart som först beskrevs av Boris Mamaev och Rozhnova 1983.  Neurolyga terricola ingår i släktet Neurolyga och familjen gallmyggor. Inga underarter finns listade i Catalogue of Life.